# 古井ノ坂町
古井ノ坂町（こいのさかちょう）は、愛知県名古屋市千種区の地名。

## 歴史

### 町名の由来
飯田街道にあった古井村の坂を意味する通称に由来する。ただし、古井ノ坂町自体はこの街道筋の裏手に位置するという。

### 沿革
- 1940年（昭和15年）4月15日 - 千種区千種町の一部により、同区古井ノ坂町が成立[3]。
- 1979年（昭和54年）5月5日 - 全域が千種区千種一丁目および今池三丁目に編入され消滅[3]。